# 3229 Solnhofen
A 3229 Solnhofen (ideiglenes jelöléssel A916 PC) a Naprendszer kisbolygóövében található aszteroida. H. Thiele fedezte fel 1916. augusztus 9-én.